# Ourapteryx
Ourapteryx är ett släkte av fjärilar som beskrevs av Leach 1814. Ourapteryx ingår i familjen mätare.

## Bildgalleri

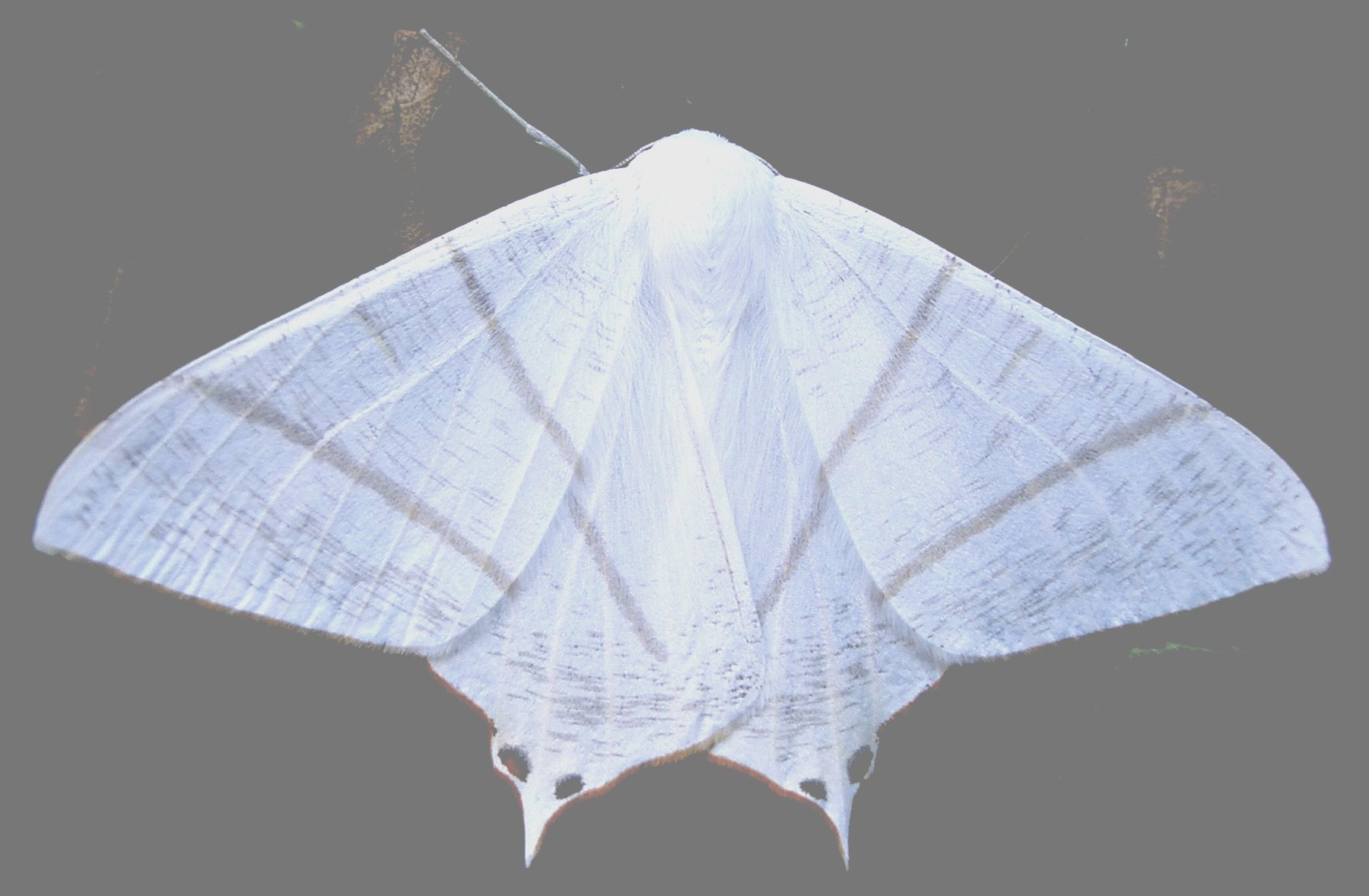
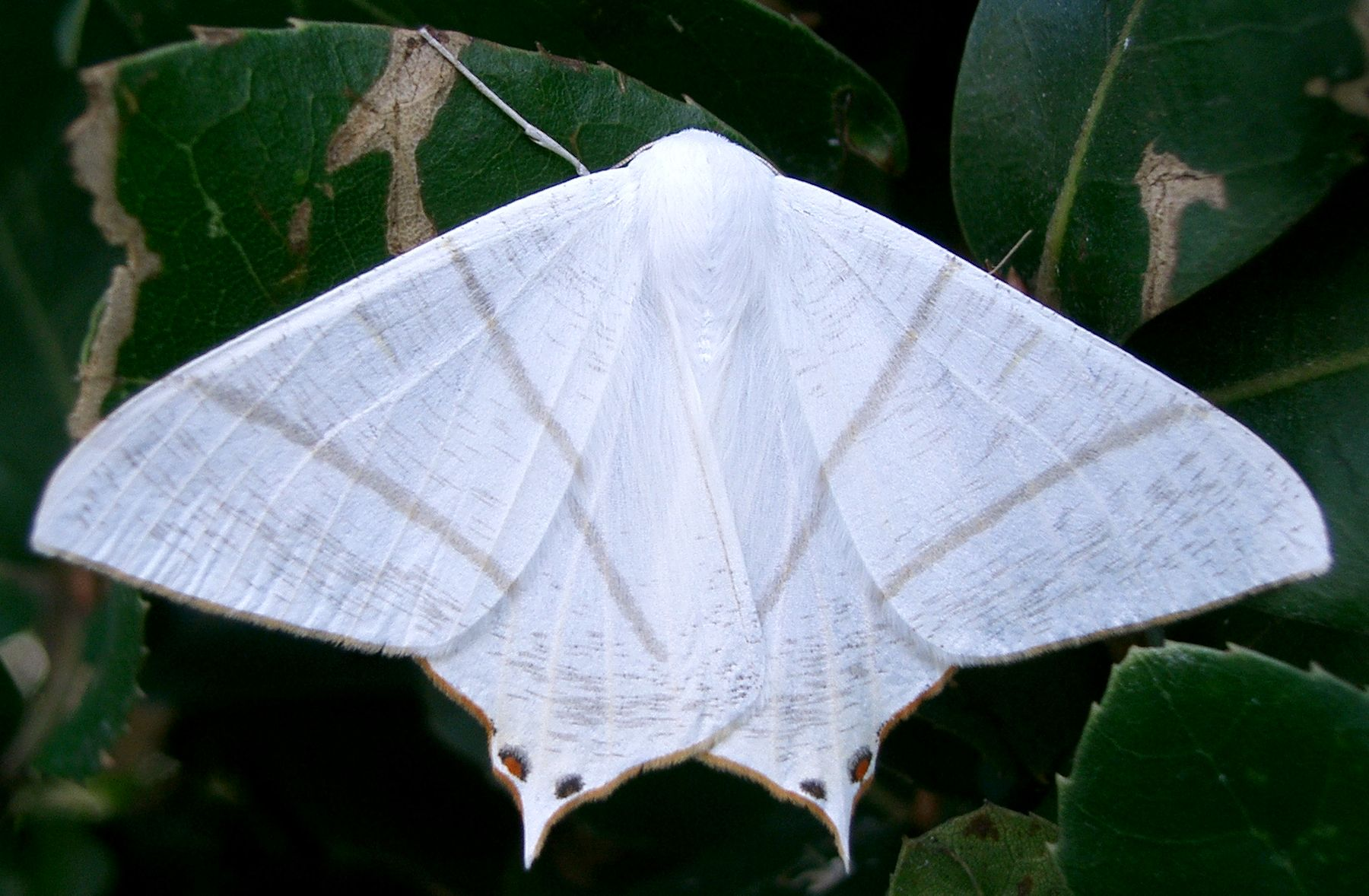
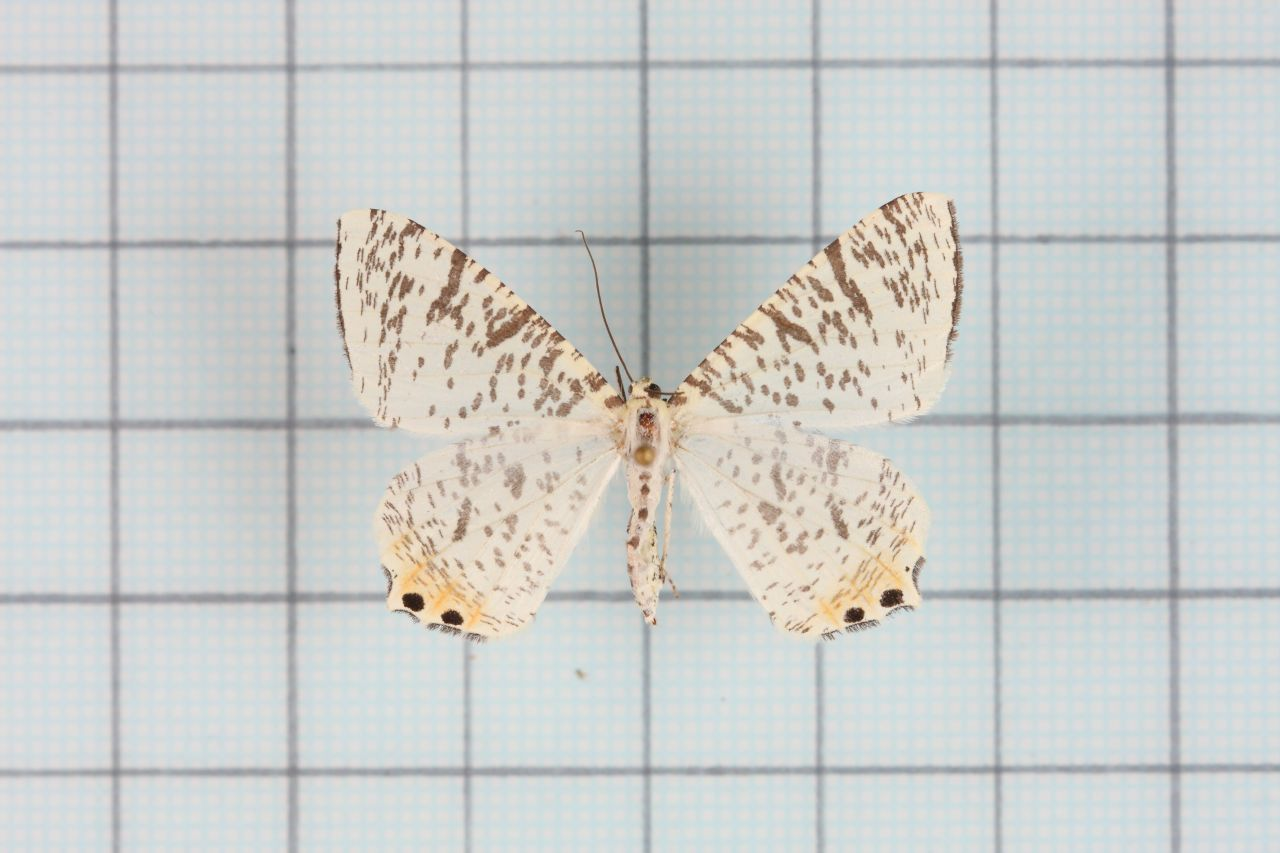

## Dottertaxa tillOurapteryx, i alfabetisk ordning[1][2]
- Ourapteryx adonidaria
- Ourapteryx amphidoxa
- Ourapteryx approximaria
- Ourapteryx approximata
- Ourapteryx astrigena
- Ourapteryx brachycera
- Ourapteryx caecata
- Ourapteryx caschmirensis
- Ourapteryx changi
- Ourapteryx citrinata
- Ourapteryx clara
- Ourapteryx claretta
- Ourapteryx consociata
- Ourapteryx contronivea
- Ourapteryx convergens
- Ourapteryx cordifera
- Ourapteryx costistrigaria
- Ourapteryx cretacea
- Ourapteryx cretea
- Ourapteryx cuspidaria
- Ourapteryx deflexaria
- Ourapteryx delineata
- Ourapteryx destrigata
- Ourapteryx diluculum
- Ourapteryx diminuta
- Ourapteryx ebuleata
- Ourapteryx ecuadata
- Ourapteryx excellens
- Ourapteryx flavovirens
- Ourapteryx formosana
- Ourapteryx fulvinervis
- Ourapteryx gisela
- Ourapteryx horishana
- Ourapteryx imitans
- Ourapteryx incaudata
- Ourapteryx infuscataria
- Ourapteryx inspersa
- Ourapteryx integra
- Ourapteryx javana
- Ourapteryx kalsholti
- Ourapteryx kantalaria
- Ourapteryx kernaria
- Ourapteryx latimarginaria
- Ourapteryx leucopteron
- Ourapteryx magnifica
- Ourapteryx major
- Ourapteryx malatyensis
- Ourapteryx margaritata
- Ourapteryx marginata
- Ourapteryx modesta
- Ourapteryx monticola
- Ourapteryx multistrigaria
- Ourapteryx nigrifimbria
- Ourapteryx nigrociliaris
- Ourapteryx nivea
- Ourapteryx nomurai
- Ourapteryx obtusicauda
- Ourapteryx olivacea
- Ourapteryx pallida
- Ourapteryx pallidula
- Ourapteryx pallistrigaria
- Ourapteryx palniensis
- Ourapteryx peermaadiata
- Ourapteryx persica
- Ourapteryx peterfii
- Ourapteryx picticaudata
- Ourapteryx pluristrigata
- Ourapteryx podaliriata
- Ourapteryx primularis
- Ourapteryx pseudebuleata
- Ourapteryx purissima
- Ourapteryx ramosa
- Ourapteryx rhabota
- Ourapteryx sambucairia
- Ourapteryx sambucaria
- Ourapteryx sambuci
- Ourapteryx sciticaudaria
- Ourapteryx similaria
- Ourapteryx sinata
- Ourapteryx stueningi
- Ourapteryx subcurvaria
- Ourapteryx subvirgatula
- Ourapteryx sulfurea
- Ourapteryx superba
- Ourapteryx szechuana
- Ourapteryx taiwana
- Ourapteryx thibetaria
- Ourapteryx triangularia
- Ourapteryx variolaria
- Ourapteryx venusta
- Ourapteryx versuta
- Ourapteryx yerburii